# Marian Marciniak
Marian Marciniak (ur. 15 sierpnia 1898, zm. 23 czerwca 1942 w Dreźnie) – polski działacz podziemia niepodległościowego w czasie II wojny światowej, dowódca organizacji podziemnej o nazwie Czarny Legion działającej w latach 1939-1941 w Gostyniu. Stracony przez ścięcie na gilotynie.